# Serratella fusongensis
Serratella fusongensis is een haft uit de familie Ephemerellidae. De wetenschappelijke naam van de soort is voor het eerst geldig gepubliceerd in 1988 door Su & You.
De soort komt voor in het Palearctisch gebied.